# Antidiabetikum
Ein Antidiabetikum (Plural Antidiabetika) ist ein Medikament zur Behandlung des Diabetes mellitus.
Es gibt mehrere Substanzgruppen mit verschiedenartigen Wirkprinzipien und Einsatzgebieten. Prinzipiell unterscheidet man zwischen Insulin, insulinotropen (beta-zytotropen) und nicht-insulinotropen (nicht-beta-zytotropen) Antidiabetika.
Die überwiegende Anzahl der Medikamente in den beiden letzten Gruppen werden – von einigen wenigen Ausnahmen abgesehen – aufgrund ihrer Verabreichung als Tabletten, Kapseln oder Dragees – der Gruppe der oralen Antidiabetika zugerechnet.

## Insuline
Bei absolutem oder relativem Mangel von körpereigenem Insulin, der sich durch orale Antidiabetika nicht ausreichend behandeln lässt,  muss dieses durch künstliche Insulinpräparate ersetzt werden. Historisch wurden diese aus den Bauchspeicheldrüsen von Schlachttieren gewonnen. Heute wird Insulin nahezu ausschließlich rekombinant (d. h. gentechnisch) und dabei auch weitestgehend humananalog hergestellt, d. h. mit der menschlichen und nicht einer tierischen Aminosäuresequenz und mit einem humananalogen Glykosylierungsmuster.

## Insulinotrope Antidiabetika
Insulinotrope Antidiabetika steigern die Insulinausschüttungen der beta-Zellen der Bauchspeicheldrüse und behandeln somit ein Sekretionsdefizit. Die Wirkung kann bei späteren Erkrankungsstadien abnehmen, da sich die Funktion der Betazelle mit zunehmender Krankheitsdauer erschöpfen kann.

### Sulfonylharnstoffe
Sulfonylharnstoffe stimulieren an den Betazellen der Bauchspeicheldrüse die Insulinsekretion, wodurch der Blutzuckerspiegel gesenkt wird. Kommt es zu einem signifikanten Insulinmangel durch Erschöpfung der Bauchspeicheldrüse (sogenanntes Sekundärversagen), muss meist eine Insulintherapie begonnen werden. Bekannte Vertreter sind Glibenclamid und Glimepirid.

### Gliptine (DPP4-Inhibitoren)

Inkretin-Effekt

Die Gliptine wirken als Inhibitoren des Enzyms Dipeptidylpeptidase 4 (DPP4) über den Inkretin-Effekt. Die Hemmung der DPP4 stoppt den Abbau des körpereigenen Peptides Glucagon-like Peptid 1 (GLP1), welches wie das blutzuckersteigernde Glucagon durch Peptidspaltung aus Präproglucagon, dem Glucagon-Vorläuferprotein aus 180 Aminosäuren gebildet wird. Nach seiner Freisetzung aus dem Peptid wirkt GLP1 aber als Glucagon-Antagonist, indem es in einem Rückkopplungsmechanismus die weitere Sekretion von Präproglucagon unterdrückt. Zusätzlich stimuliert GLP1 auch die Freisetzung von Insulin. Zugelassene Wirkstoffe sind Sitagliptin, Vildagliptin und Saxagliptin.

### Inkretinmimetika (GLP1-Rezeptoragonisten)
Die Inkretinmimetika wirken ebenfalls über den Inkretin-Effekt, jedoch im Gegensatz zu den Gliptinen, indem sie die Wirkung des GLP1 an dessen Rezeptor simulieren und nicht, indem sie dessen Abbau hemmen. Inkretinmimetika wirken auch gewichtsreduzierend. Die zugelassenen Inkretinmimetika Exenatid, Liraglutid, Dulaglutid, Albiglutid, Semaglutid und Tirzepatid sind als Polypeptide keine oralen Antidiabetika, sondern werden subkutan gespritzt. Lediglich Semaglutid ist in einer Salcaprozat-Natrium-Formulierung auch oral anwendbar.

### Glinide (Sulfonylharnstoffanaloga)
Glinide sind Sulfonylharnstoffanaloga und mittlerweile in ihrer Bedeutung in den Hintergrund getreten. Die Gruppe der Glinide setzt sich aus zwei Substanzen zusammen, deren Wirkung in einer schnellen und kurzzeitigen Insulinfreisetzung liegt. Repaglinid ist seit 1999 und Nateglinid seit 2000 auf dem deutschen Markt zugelassen. Seit dem 18. Februar 2016 können jedoch Glinide in Deutschland nur noch in medizinisch begründeten Einzelfällen von der GKV erstattet werden, da ihr Nutzen nicht ausreichend durch Studien belegt ist.

## Nicht-insulinotrope Antidiabetika
Nicht-insulinotrope Antidiabetika wirken in der Peripherie und behandeln die Insulinresistenz (Biguanide, Glitazone), verzögern die Glukoseaufnahme aus dem Darm (α-Glukosidase-Hemmer) oder fördern die Ausscheidung von Glucose über die Niere (SGLT-2-Hemmer). Es gibt keine Gefahr der Hypoglykämie, und die Medikamente sind insbesondere für adipöse Patienten geeignet, da sie zu keiner Gewichtszunahme führen.

### Biguanide (Metformin)
Biguanide hemmen die Glucose-Neubildung (Gluconeogenese) in den Leberzellen. Sie senken die Resorption der Glucose aus dem Darm und steigern deren Verwertung in der Körperperipherie, z. B. in den Muskeln. Metformin ist der einzige derzeit zugelassene Wirkstoff aus der Gruppe der Biguanide. Die Indikation für Metformin besteht, wenn bei Typ-2-Diabetes, Ernährungsumstellung und Bewegung nicht zum individuellen HbA1c-Ziel führen. Kontraindikationen sind unter anderem Ketoazidose und andere chronische Stoffwechselentgleisungen sowie diabetesbedingte Komplikationen und schwere Begleiterkrankungen.

### α-Glucosidase-Hemmer
α-Glucosidasehemmer verzögern durch die Hemmung der α-Glucosidase die Kohlenhydrat-Resorption und somit Glukoseaufnahme aus dem Darm in das Blut und mildern dadurch die Blutzuckerspitzen nach kohlenhydratreichen Mahlzeiten. Die für Typ-2-Diabetes zugelassenen Substanzen sind Acarbose, Miglitol und Voglibose. Vorteilhaft ist, dass α-Glucosidase-Hemmer (im Gegensatz zu Insulin oder Sulfonylharnstoffen) keine Hypoglykämien verursachen.

### Gliflozine (SGLT-2-Hemmer)
Die Gliflozine sind Inhibitoren des SGLT2-Carriers und fördern dadurch die Ausscheidung von Glucose über die Niere, da sie die proximale Glukoserückresorption über diesen Carrier unterbinden. Dies führt direkt zu einer vermehrten Ausscheidung von Glukose über den Harn und zur Senkung des Blutzuckerspiegels. Zugelassene Substanzen sind Canagliflozin, Dapagliflozin, Empagliflozin und Ertugliflozin.

### Amylin-Analoga
Amylin, auch als Insel-Amyloid-Polypeptid (IAPP) bezeichnet, ist ein Peptidhormon, welches zu den Mahlzeiten normalerweise zusammen mit Insulin (allerdings nur in einem Hundertstel der Menge) durch die β-Zellen des Pankreas produziert wird. Wie GLP1 hemmt es nach dem Essen die Glukagonsekretion. Bei Diabetikern ist die Amylin-Ausschüttung verringert, was durch Amylin-Analoga kompensiert werden kann. Pramlintide (US-Handelsname: Symlin) ist ein Analogon des Hormons Amylin und wurde in den USA für die Behandlung von Typ-1- und auch von Typ-2-Diabetikern zugelassen. Pramlintide ist damit das erste Medikament, das seit Insulin für Typ-1-Diabetiker zugelassen wurde.

### Glitazone (Insulinsensitizer)
Glitazone sind – ähnlich wie die Glinide – als Substanzklasse  weitestgehend in den Hintergrund getreten. Sie verbessern die Wirkung des körpereigenen Insulins mit Hilfe einer Steigerung der Synthese der glukoseaufnehmenden GLUT4-Rezeptoren, dem peripheren Haupttarget des Insulins, und senken dadurch die Insulinresistenz beim Typ 2-Diabetes. Obwohl die Gruppe der Thiazolidindione über 10 Substanzen umfasst, ist in Deutschland seit Juni 2011 nur noch der Wirkstoff Pioglitazon zugelassen. Er darf seit April 2011 nur noch in begründeten Ausnahmefällen zu Lasten der GKV verordnet werden und das Bundesinstitut für Arzneimittel und Medizinprodukte rät aufgrund eines erhöhten Krebsrisikos von seiner Einnahme ab.